# Ivan Fedorov (navegador)
Ivan Fedorov (Ива́н Фёдоров) († 1733), foi um navegador russo e oficial comandante da expedição para o Alasca do Norte em  1732.
Depois da primeira expedição à Kamchatka com Vitus Bering (1725–1730), os esforços de exploração russos continuaram com o tenente Martin Shpanberg e o navegador I. Fedorov. 
Em 1732 com os participantes da 1a. expedição à Kamchatka, o investigador-de-terra Mikhail Gvozdev e o navegador K. Moshkov,  Fedorov navegou ao Cabo Dezhnev, o ponto mais oriental da Ásia,  no navio Sviatoi Gavriil (São Gabriel). De lá, após ter se reabastecido de suprimento de água em 5 de agosto, navegaram a leste e logo se aproximaram do continente no Cabo Príncipe de Gales, Alasca. Delinearam a costa noroeste do Alasca e mapearam sua rota. Ao fazer isto, Fyodorov e Gvozdev completaram a descoberta do Estreito de Bering, uma vez iniciada por Dezhnyov e Fedot Popov e continuada por Bering. Sua expedição também descobriu três ilhas anteriormente desconhecidas. 